# 布萊恩·麥克法登
布萊恩·麥克法登（Brian Nicholas McFadden，1980年4月12日—）是愛爾蘭的一位歌手和電視節目主持人。他曾經是愛爾蘭男孩團體西城男孩中的一員，2004年單飛後，發展自己個人的演藝事業，創作自己喜歡的音樂風格，發行過自己的音樂作品。麥克法登出生在都柏林，成長在天主教家庭。
2004年發行單飛後首張專輯Irish Son，2008年發行第二張專輯Set In Stone，2010年發行第三張專輯Wall Of Soundz，2011年發行單曲Just The Way You Are(Drunk At The Bar)和EP Come Party，2013年發行第四張專輯The Irish Connection，2019年發行第五張專輯Otis。

## 外部連結
- 布萊恩·麥克法登在互联网电影资料库（IMDb）上的資料（英文）